# Goodyerinae
De Goodyerinae vormen een subtribus binnen de Cranichideae, een tribus uit de orchideeënfamilie (Orchidaceae)
De subtribus omvat 35 geslachten en ongeveer 475 soorten.
Goodyerinae zijn voornamelijk terrestrische orchideeën, sommige zijn epifytisch of epiparasitair. Ze hebben dikwijls duidelijk geaderde of opvallend getekende bladeren in een basale spiraal of een bladrozet. De wortelstok is vlezig. De bloemen zijn klein en onopvallend, dikwijls groen of wit gekleurd. De bloemlip heeft de vorm van een zakje of draagt een spoor. Het gynostemium is meestal asymmetrisch en gedraaid. De pollinia zijn in verschillende zakjes verdeeld.
Goodyerinae zijn wereldwijd verspreid, maar komen vooral voor in tropisch Azië. Slechts één geslacht, Goodyera, is met twee soorten ook in Europa vertegenwoordigd.
De subtribus omvat ook de oudst bekende uitgestorven orchidee, Meliorchis caribea.

## Taxonomie
- Geslachten:
  - Aenhenrya Gopalan (1994)
  - Anoectochilus Blume
  - Aspidogyne Garay
  - Chamaegastrodia Makino & F.Maek.
  - Cheirostylis Blume
  - Cystorchis Blume
  - Danhatchia Garay & Christenson (1995)
  - Dicerostylis Blume
  - Dossinia C.Morren 
  - Erythrodes Blume
  - Eucosia Blume
  - Eurycentrum Schltr.
  - Evrardia Adans.
  - Gonatostylis Schltr.
  - Goodyera R.Br. (wereldwijd)
  - Gymnochilus Blume
  - Halleorchis Szlach. & Olsz.
  - Herpysma Lindl.
  - Hetaeria Blume
  - Hylophila Lindl.
  - Kreodanthus Garay
  - Kuhlhasseltia J.J.Sm.
  - Lepidogyne Blume
  - Ligeophila Garay
  - Ludisia A.Rich.
  - Macodes (Blume) Lindl.
  - Meliorchis  †
  - Microchilus C.Presl
  - Moerenhoutia Blume
  - Myrmechis Blume
  - Odontochilus Blume (1859)
  - Orchipedum Breda
  - Papuaea Schltr.
  - Platylepis A.Rich.
  - Platythelys Garay
  - Pristiglottis Cretz. & J.J.Sm.
  - Rhamphorhynchus Garay
  - Rhomboda Lindl. (1857)
  - Stephanothelys Garay
  - Tubilabium J.J.Sm.
  - Vrydagzynea Blume
  - Zeuxine Lindl.